# 張履石
張履石（？—1646年），順慶營山人，明朝、南明政治人物。

## 生平
張履石是一名諸生，張獻忠入蜀時曾成功守城。崇禎十七年（1644年）七月張獻忠再來攻城，守備王緗與弟弟王繡、兒子諸生王璜及諸生羅心都敗給張獻忠軍隊。李自成將領馬科招降，張履石不回應，人民都哭著逃到峒寨裡。弘光元年（1645年），張履石斬殺偽縣令向用賓，和諸生王開禧起兵拒守。通江的向忠亮、達州的太學生唐日俞帶兵支援，而開禧的李應梓、千總朱朝佐和他結盟。到七月，市民任可發、徐延壽在戰事中戰死。隆武二年（1646年）正月，張履石與王開禧於西充會師，其時總兵李選德來到，徵召他擔任職方主事兼參將，王開禧及李沁提供錢財，璜印與選貢李運修、諸生于伯奮、李旻、黃之佩各自招兵。七月，張履石在龍泉、靈鷲二寨中戰死。

## 引用
1. 1 2  錢海岳《南明史·卷四十八·列傳第二十四》：張履石，營山人。諸生。張獻忠入蜀，守城得全。崇禎十七年七月再至，守備王緗與弟繡、子諸生璜及諸生羅心素敗之。李自成將馬科來招，不應，士民泣走寨峒。
2. ↑  錢海岳《南明史·卷四十八·列傳第二十四》：弘光元年，履石斬令向用賓，與諸生王開禧起兵拒守。通江向忠亮、達州太學生唐日俞兵至，開禧李應梓、千總朱朝佐與之盟。七月，市民任可發、徐延壽等戰死。隆武二年正月，履石、開禧會師西充。時總兵李選德援剿至西充，檄履石以職方主事兼參將，開禧、李沁傾財助餉，璜印與選貢李運修、諸生于伯奮、李旻、黃之佩各招兵。七月，履石戰龍泉、靈鷲二寨，陷陣死。